# Infanterie-Regiment Landgraf Friedrich I. von Hessen-Cassel (1. Kurhessisches) Nr. 81
Das Infanterie-Regiment „Landgraf Friedrich I. von Hessen-Cassel“ (1. Kurhessisches) Nr. 81 war ein Infanterieverband der Preußischen Armee.

## Vorgeschichte

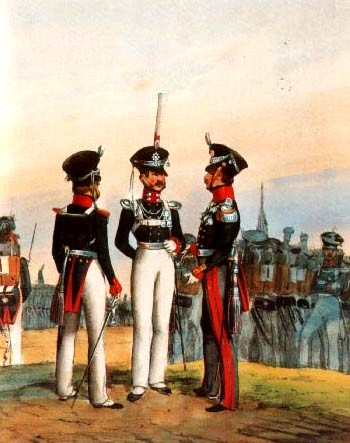
Regimentsangehörige (linke und rechte Figur) um 1840

Als Traditionsverband des Regiments gilt das 1. Infanterie-Regiment „Kurfürst“ der Hessen-Kasselschen Armee, das 1789 aus dem Leib-Regiment-Infanterie und dem Regiment „Landgraf“ unter der Bezeichnung „Leibregiment-Infanterie“ zusammengelegt wurde. Die Garnison befand sich in Kassel. Das Leib-Regiment-Infanterie bildete dabei das I. Bataillon, das Regiment „Landgraf“ das II. Bataillon. Das Leib-Regiment führte 1803 den Namen „Kurfürst“ und wurde 1806 bei der französischen Besetzung Hessen-Kassels durch den Kurfürsten beurlaubt. Erst 1813 wurde das Regiment als Regiment „Kurfürst“ wieder aktiviert. Im Deutschen Bund führte das Regiment die Namen 1. Linien-Infanterieregiment (1821), 1. Linienregiment „Kurprinz von Hessen“ (1824), Leib-Regiment (1831), 1. Infanterieregiment, Leib-Regiment (1835), 1. Infanterieregiment „Kurfürst“ (1856).
Im Deutschen Krieg sah sich der sehr preußenfreundliche und kriegsunwillige Kurfürst 1866 genötigt, nach der Ausrufung der Bundesexekution gegen Preußen mobilzumachen. Allerdings war nahezu die gesamte kurhessische Armee als Besatzung der Bundesfestung Mainz bestimmt worden. Es gab nahezu keine Feindseligkeiten zwischen den beiderseitigen Streitkräften.
Da jedoch Kurhessen den Erweiterungsbestrebungen Preußens im Wege stand, wurde das Land zusammen mit dem im Juli 1866 von Preußen besetzten Herzogtum Nassau und der Freien Stadt Frankfurt als Provinz Hessen-Nassau von Preußen annektiert. Die kurhessischen Truppen wurden in die preußische Armee eingegliedert.

## Geschichte
Am 27. September 1866 wurde der Verband mit Wirkung zum 30. Oktober 1866 als „Infanterie-Regiment Nr. 81“ durch Abgaben aufgestellt:
- das Königs-Grenadier-Regiment Nr. 7 die 8., 13., 14. Kompanie
- die Infanterie-Regimenter Nr. 47, 58 und 59 jeweils die 13.–15. Kompanie

Dazu kamen 21 Offiziere und 520 Mannschaften ehemaliger kurhessischer Soldaten. Ab dem 27. November 1867 führte der Verband die Bezeichnung „1. Hessisches Infanterie-Regiment Nr. 81“.
Im Laufe der Jahre gab das Regiment Teile zur Verstärkung anderer Einheiten ab:
- am 1. April 1881 die 11. Kompanie an das Infanterie-Regiment Nr. 97
- am 1. April 1887 die 8. Kompanie an das Füsilier-Regiment Nr. 80
- am 1. Oktober 1890 die 6. Kompanie an das Infanterie-Regiment Nr. 145

Durch Kabinettsorder vom 27. Januar 1902 verfügte Wilhelm II., dass die bislang noch ohne landmannschaftliche Bezeichnung geführten Verbände zur besseren Unterscheidung und zur Traditionsbildung eine Namenserweiterung erhielten. Das Regiment führte daher ab diesem Zeitpunkt die Bezeichnung „1. Kurhessisches Infanterie-Regiment Nr. 81“. Durch eine weitere Kabinettsorder vom 25. Juli 1913 folgte die Umbenennung in „Infanterie-Regiment Landgraf Friedrich I. von Hessen-Kassel (1. Kurhessisches) Nr. 81“.
Das Regiment gehörte zur 42. Infanterie-Brigade der 21. Division im XVIII. Armee-Korps und wurde zunächst in Mainz stationiert. Nach dem Krieg von 1870/71 kam es nach Frankfurt am Main, wo es bis 1879 in den Räumen des ehemaligen Karmeliterklosters untergebracht war. Aufgrund der mittelalterlich beengten Räumlichkeiten waren Teile der Truppe noch bis 1879 in Privathäusern einquartiert. Das III. Bataillon war bis 1870 nach Kassel, 1870/72 nach Kastel und 1872/80 nach Fulda detachiert.

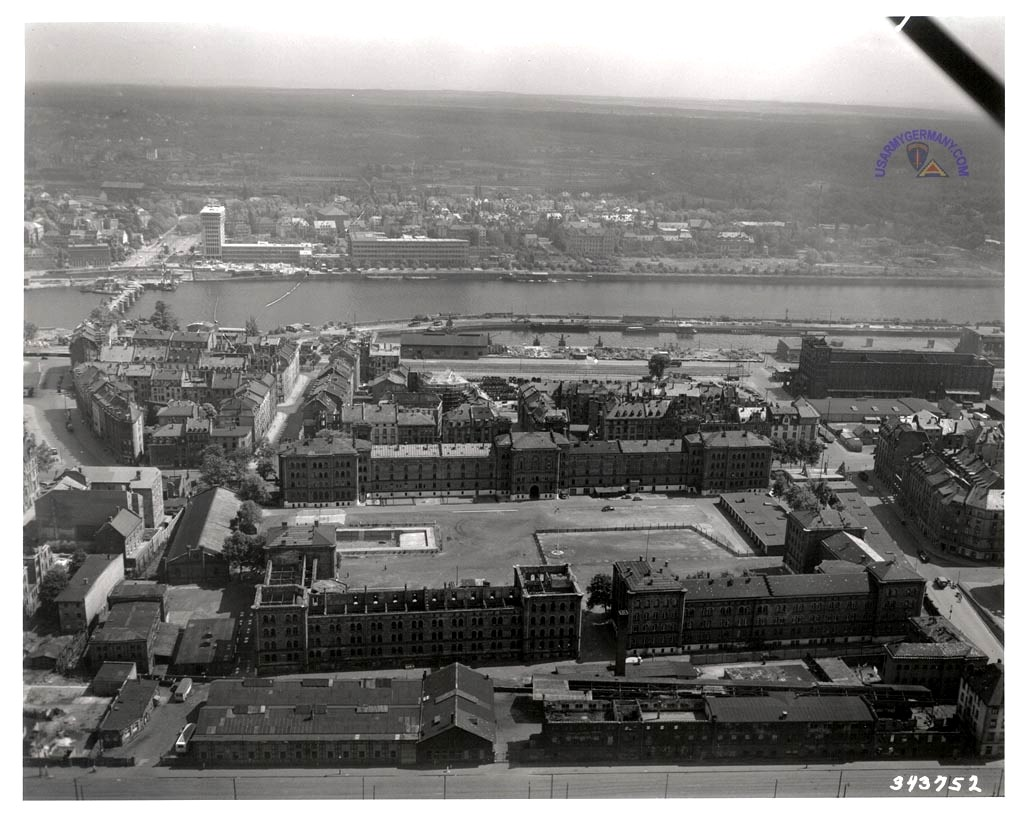
Die Kaserne des Regiments im Jahre 1950. Der im Hintergrund stehende Block ist heute Polizeirevier, alle anderen Gebäude wurden abgebrochen, auf dem Gelände befindet sich heute das Behördenzentrum.

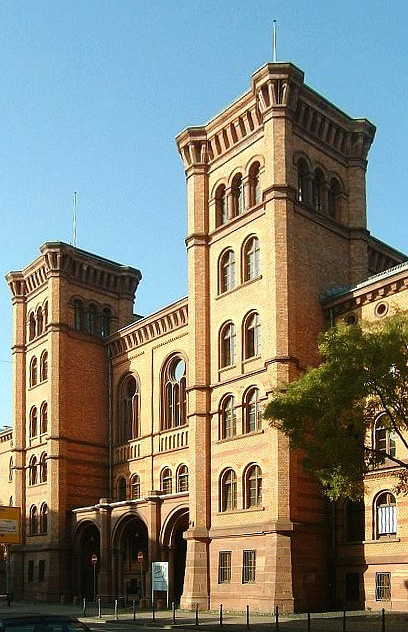
Die Frankfurter Gutleutkaserne war 1880 bis 1918 Standort des Regiments – jetzt Polizeirevier

1880 bezog das Regiment die 1877 bis 1879 nach Plänen von Bruhns und Zacharias errichtete Gutleutkaserne in Frankfurt am Main.

### Deutsch-Französischer Krieg
Das Regiment war Teil der 14. Division und nahm in der Zeit vom 19. August bis zum 27. Oktober 1870 an der Belagerung von Metz teil. Das I. Bataillon führte am 26. August ein Gefecht bei La Grange aux bois.
- 31. August bis 1. September: Schlacht von Noisseville
- 23. September: Gefecht des Füsilier-Bataillons bei Chieulles
- 27. September: Kämpfe des II. Bataillons und des Füsilier-Bataillons bei Mercy-le-Haut
- 07. Oktober: Schlacht bei Bellevue
- 02. bis 10. November: bei der Belagerung von Diedenhofen
- 22. November bis 18. Dezember 1870: Beobachtung von Mezières
- 01. Dezember: Kämpfe des Füsilier-Bataillons bei  Harcy
- 09. bis 11. Dezember: Die 8. Kompanie führt ein Scharmützel bei Ham
- 27. Dezember 1870 bis 9. Januar 1871: Teilnahme an der Belagerung von Péronne
- 19. Januar 1871: Schlacht bei Saint-Quentin

### Deutsches Reich
Da es in der Bürgerschaft der 1866 annektierten ehemaligen Freien Stadt Frankfurt noch verbreitet antipreußische Ressentiments gab, war das Regiment mit Polizeivollmachten ausgestattet. Am 21. April 1873 schlugen sechs Kompanien des Regiments den Frankfurter Bierkrawall gewaltsam nieder. Dabei gab es 20 Todesopfer, darunter eine Frau und einen zehnjährigen Jungen. Auf Seiten des Regimentes war eine Kopfverletzung eines Leutnants infolge eines Steinwurfs die schlimmste Verletzung.
1901 kam das Regiment zu einem Einsatz im Katastrophenschutz, nachdem am 25. April ein schweres Explosionsunglück in der Pikrinsäureherstellung der Chemischen Fabrik Griesheim-Elektron 26 Tote und 94 Verletzte gefordert hatte.

### Erster Weltkrieg
Am 1. August 1914 abends um 18.15 Uhr erhielt das Regiment den Befehl zur Mobilmachung, die am 2. August begann. Innerhalb von fünf Tagen erreichte es durch Einberufung von Reservisten seine vorgesehene Kriegsstärke. Am 7. August verlegten der Regimentsstab und die MG-Kompanie, am 8. August die drei Bataillone mit der Bahn nach Kahren. Verabschiedet wurden die Soldaten u. a. von Prinz Friedrich Carl von Hessen und Königin Sophie von Griechenland. Zusammen mit den anderen zur 4. Armee gehörigen Truppen unter Albrecht Herzog von Württemberg marschierte es gegen die luxemburgische Grenze auf.

#### 1914
(Französisch-Belgischer Kriegsschauplatz)
- 22. August: Schlacht bei Bertrix
- 23. August: Schlacht bei Orgeo
- 24. August: Schlacht bei Matton
- 28. August: Schlacht bei Rancourt (Somme)
- 06. bis 11. September: Marneschlacht, Étrepy – Maurupt
- 22. September bis 8. Oktober: Gefechte bei Champien, Roye, Villers les Roye und Andechy
- ab 10. Oktober: Stellungskämpfe vor Roye (so löste es am Abend des 14. Oktober das Infanterie-Regiment „Lübeck“ (3. Hanseatisches) Nr. 162 in der Stellung bei St. Aurin-Laucourt ab)
- ab 14. November: Stellungskämpfe vor Andechy

#### 1915
- bis Oktober Fortsetzung der Stellungskämpfe. Danach Herausziehung des Regiments zur Vorbereitung der Schlacht um Verdun

#### 1916
- Januar bis 21. Februar: Vorbereitung der Schlacht um Verdun
- 22. und 23. Februar: Schlacht um Verdun, Erstürmung des Caureswaldes
- 24. Februar: Angriff auf Höhe 344 (Samogneux)
- 25. bis 28. Februar: Kämpfe um und auf dem Pfefferrücken
- 02. bis 11. März: Kämpfe im Chauffour- und Albainwald
- 05. bis 20. April: Kämpfe im Cailette-Wald
- ab 15. Mai: Verlegung in die Champagne, Stellungskämpfe am Chemin des Dames
- 13. bis 30. September: Schlacht an der Somme
- 09. Oktober bis 5. November: Ruhe und Ausbildung in Favril und La Groise
- ab 24. November: Stellungskämpfe an der Somme

#### 1917
- bis 10. Februar: Stellungskämpfe an der Somme
- bis 3. März: Ruhezeit
- ab 4. April: Doppelschlacht Aisne – Champagne
- 26. April bis 5. Mai: Stellungskämpfe in der Champagne

Verlegung an den östlichen Kriegsschauplatz
- 12. Mai bis 11. Juni: Ruhe und Ausbildung in Wilejka
- 12. Juni bis 15 Oktober: Stellungskämpfe bei Krewo-Smorgon-Naroczsee

Verlegung an den westlichen Kriegsschauplatz
- ab 24. Oktober: Kämpfe vor Reims

#### 1918
- 01. Februar bis 20. April: Stellungskämpfe vor Reims
- 01. Mai bis Ende Juli: Stellungskämpfe an der Avre (Somme)
- August: Abwehrkämpfe zwischen Somme und Oise
- 01. September bis 18. Oktober: Abwehrschlacht zwischen Cambrai und St. Quentin
- 02. bis 11. November: Stellungskämpfe östlich der Schelde

Nach dem 11. November: Rückmarsch in die Heimat und Demobilisierung des Regiments.
Die Gesamtverluste des Regiments im Ersten Weltkrieg betrugen 113 Offiziere und 3.048 Unteroffiziere und Mannschaften.

### Verbleib
Nach Kriegsende stand das I. Bataillon in Wetzlar, das II. Bataillon in Siegen und das III. Bataillon in Frankfurt am Main. Das Regiment wurde bis 5. Mai 1919 über die Abwicklungsstelle Wetzlar demobilisiert und schließlich aufgelöst. Bereits im Januar 1919 hatte man mit der Bildung eines Freiwilligen-Bataillons begonnen, welches dann zum II. Bataillon des Freikorps „Hessen-Nassau“ wurde. Dieses wurde mit der Bildung der Vorläufigen Reichswehr das II. Bataillon des Reichswehr-Infanterie-Regiments 22.
Die Tradition übernahm in der Reichswehr durch Erlass des Chefs der Heeresleitung General der Infanterie Hans von Seeckt vom 24. August 1921 die 10. Kompanie des 15. Infanterie-Regiments in Kassel. Im Zuge der Rheinlandbesetzung stellte die Wehrmacht am 1. April 1936 das die Tradition fortführende Infanterie-Regiment 81 auf. Es war ebenfalls in Frankfurt am Main stationiert und der 15. Infanterie-Division unterstellt.

## Regimentschef
| Dienstgrad   | Name                      | Datum                                 |
| ------------ | ------------------------- | ------------------------------------- |
|              | Wilhelm I.                | 5. Dezember 1813 bis 27. Februar 1821 |
|              | Friedrich Wilhelm I.      | 1824 bis 1866                         |
|              | Ludwig IV.                | 19. Juni 1871 bis 13. März 1892       |
| Generalmajor | Friedrich Karl von Hessen | 24. Januar 1911 bis Auflösung         |

## Kommandeure
| Dienstgrad      | Name                           | Datum                                                                |
| --------------- | ------------------------------ | -------------------------------------------------------------------- |
| Oberst          | Theodor von Sell               | 30. Oktober 1866 bis 19. Juni 1871                                   |
| Oberst          | Hermann von Langen             | 20. Juni 1871 bis 17. März 1876                                      |
| Oberst          | Enno von Conring               | 18. März 1876 bis 16. Oktober 1881                                   |
| Oberst          | Karl von Struensee             | 17. Oktober 1881 bis 17. Mai 1887                                    |
| Oberst          | Otto von der Groeben           | 18. Mai 1887 bis 13. Juni 1888                                       |
| Oberstleutnant  | Rudolf d’Orville von Löwenclau | 14. Juni bis 3. August 1888 (mit der Führung beauftragt)             |
| Oberst          | Rudolf d’Orville von Löwenclau | 04. August 1888 bis 13. Februar 1891                                 |
| Oberst          | Albrecht von Sydow             | 14. Februar 1891 bis 16. Juni 1893                                   |
| Oberst          | Eduard von Kehler              | 17. Juni 1893 bis 21. März 1897                                      |
| Oberst          | Günther von Werder             | 22. März 1897 bis 21. März 1900                                      |
| Oberst          | Arthur von Wrochem             | 22. März 1900 bis 17. April 1903                                     |
| Oberst          | Max von Hanstein               | 18. April 1903 bis 16. Mai 1904                                      |
| Oberst          | Maximilian von Wartenberg      | 17. Mai 1904 bis 20. März 1908                                       |
| Oberst          | Friedrich Karl von Hessen      | 21. März 1908 bis 30. Januar 1911                                    |
| Oberst          | Paul von Drabich-Waechter      | 31. Januar 1911 bis 21. März 1914                                    |
| Oberst          | Julius von Dawans              | 22. März bis 1. August 1914                                          |
| Generalleutnant | Friedrich Karl von Hessen      | 02. August 1914                                                      |
| Major           | Hans von Schleinitz            | August bis 14. November 1914 (mit der Führung beauftragt)            |
| Oberstleutnant  | Dietrich von Grone             | 18. November 1914 bis 23. September 1915                             |
| Major           | Georg von Goerne               | 24. September 1915 bis 26. Februar 1916 (mit der Führung beauftragt) |
| Oberstleutnant  | Hans von Joeden                | 04. März bis 12. August 1916                                         |
| Oberstleutnant  | Paul Zimmer                    | 13. August 1916 bis 22. September 1918                               |
| Major           | Heinrich von Schenckendorff    | 23. September 1918 bis 1919 (mit der Führung beauftragt)             |
| Oberstleutnant  | Paul Zimmer                    | 1919                                                                 |